# Lateinschule Schlettstadt
Die Lateinschule Schlettstadt war eine im Mittelalter gründende Einrichtung der Reichsstadt Schlettstadt, mit größter Blüte in der Zeit des Übergangs zur frühen Neuzeit, als sie ein Zentrum des Humanismus am Oberrhein war.

## Geschichte

### Anfänge
Die Lateinschule von Schlettstadt bestand seit dem hohen Mittelalter und bereitete wie andere Schulen in Passau, Braunschweig oder Heilbronn auf einen geistlichen Beruf oder ein späteres Studium an einer Universität vor. Die Erfolge der Schüler einer Lateinschule brachten einer Stadt Ruhm und Prestige ein. Ab der zweiten Hälfte des 15. Jahrhunderts drang der Ruf der Reichsstadt Schlettstadt als bedeutende Ausbildungsstätte begabter Schüler und als Gelehrtenzentrum und Zentrum humanistischen Denkens weit über die Grenzen der Region hinaus.

### Humanismus
1441 ernannten der Magistrat und der örtlich zuständige Pfarrer von Schlettstadt, Johannes von Westhuss, den gebürtigen Westfalen Ludwig Dringenberg zum Leiter der Lateinschule. Die Ernennung erwies sich als Glücksgriff. Dringenberg zeigte sich als begabter und engagierter Pädagoge, der den geistigen Strömungen der Zeit offen gegenüberstand. Er war einer modernen Pädagogik verpflichtet, die sich aus der Devotio moderna ableitete und die Schüler an das Studium klassischer lateinischer Texte heranführte. Unter ihm wurde die Lateinschule die erste Schule am Oberrhein, in der humanistisches Denken gepflegt wurde. An der Wende vom 15. zum 16. Jahrhundert war die Lateinschule Schlettstadt eine der berkanntesten des Reiches. 1510 soll sie etwa 900 Schüler gehabt haben.
Die Nachfolger von Dringenberg, Craft Hofman (1477–1501), Hieronymus Gebwiler (1501–1509) und Hans Sapidus (1510–1525) verstanden es, das Ansehen der Schule noch weiter zu mehren. Sie bildete so eine ganze Generation elsässischer Humanisten heran. Diese und weitere Gelehrte standen in regelmäßigem Kontakt zueinander und bildeten so ein Netzwerk, das Quellen der Antike erschloss und Nachwuchs für die Verwaltung von Kirche und Landesherrschaften ausbildete, Sekretäre, Ratgeber, Juristen, Übersetzer und Schatzmeister.
Die meisten Schüler aus Schlettstadt, die ihre Ausbildung mit einem Universitäts-Studium fortsetzten, absolvierten oder promovierten in Basel, Heidelberg, Straßburg oder Freiburg, wo einige von ihnen anschließend auch lehrten. Auch außerhalb des oberrheinischen Raums studierten manche Schüler der Lateinschule, so in Paris oder Krakau.
In seinem Loblied Encomium selestadii carmine elegiaco von 1514 drückt Erasmus von Rotterdam seine Bewunderung für Schlettstadt als Ausbildungsstätte, anregenden Aufenthaltsort und Treffpunkt für zahlreiche namhafte Gelehrte und kluge Köpfe aus.
Durch diese teilweise in Schlettstadt geborenen oder dort zugezogenen Denker, Pädagogen oder Theologen, sowie durch die Funktionsträger im Dienst von Reich und Landesherrschaften, die an der Lateinschule ausgebildet worden waren, machte sich die Reichsstadt einen Namen. Als Sekretäre oder juristische Experten hatten ehemalige Schüler dieser Lateinschule einen unmittelbaren Einblick vom damaligen politischen Geschehen oder gestalteten es mit.

## Bibliothek

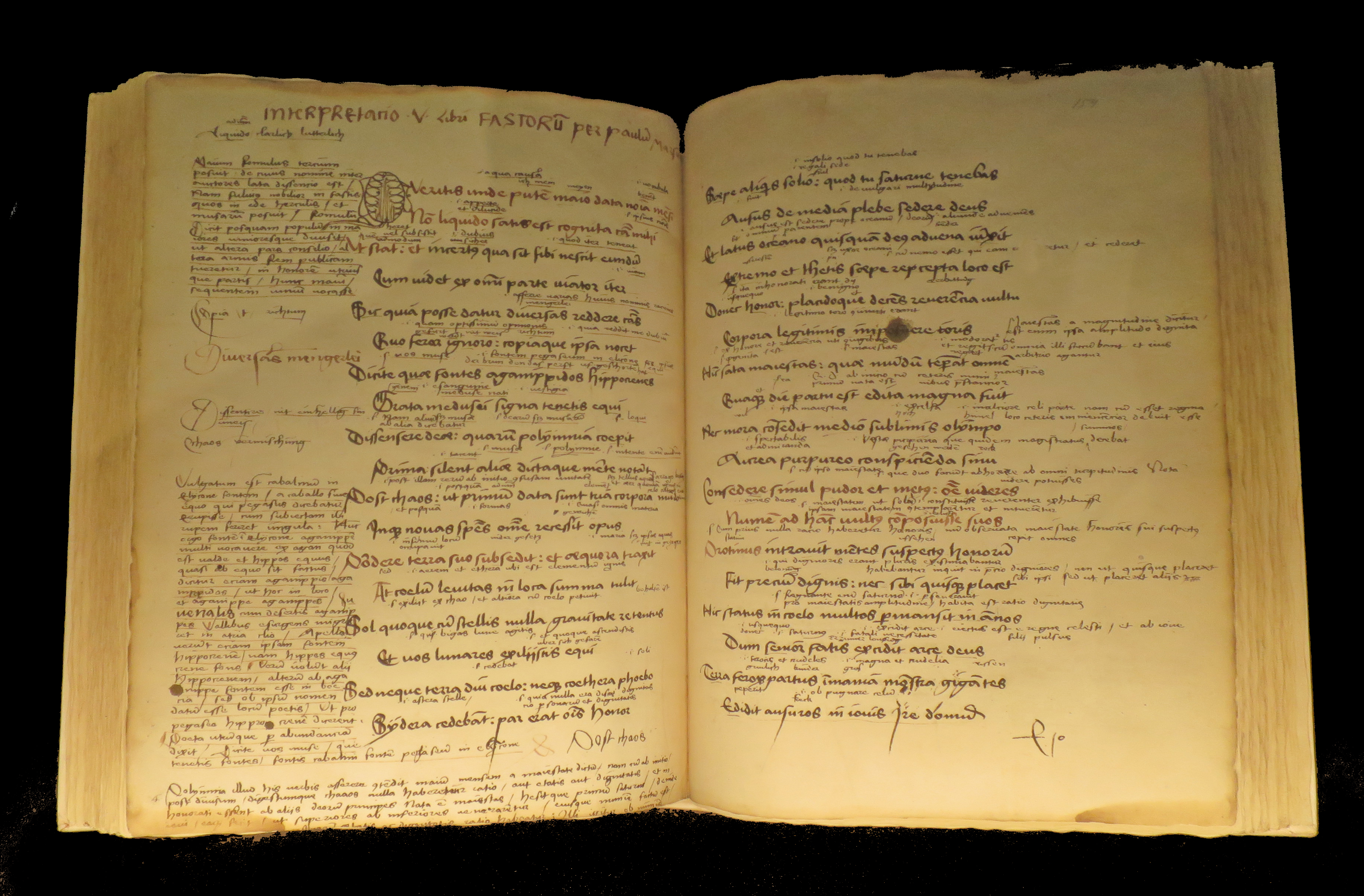
Schulheft des Beatus Rhenanus aus der Lateinschule, heute in der Humanistenbibliothek in Schlettstadt

Zur Schule gehörte auch eine Bibliothek, die durch eine Stiftung des Pfarrers Johannes von Westhuss begründet wurde, der 1452 seine Bücher der Pfarrkirche St. Georg vermachte. Durch weitere Stiftungen und Schenkungen nahm die Bibliothek stetig an Umfang zu. Zum größten Teil ist sie heute noch erhalten und gehört zum Bestand der Humanistenbibliothek in Schlettstadt. Ein Teil dieser Bibliothek, die ehemals Beatus Rhenanus gehörte, ist heute Weltdokumentenerbe der UNESCO.

## Leiter der Lateinschule
- 1441–1477 Ludwig Dringenberg (Universität Heidelberg)
- 1477–1501 Krafft Hofmann (Universität Heidelberg)
- 1501–1509 Hieronymus Gebwiler (1473–1545) (Universität Basel)
- 1509–1510  Oswald Bär
- 1510–1525 Hans Sapidus (Hans Witz, 1490–1561) (Universität von Paris)
- 1525–1527 Naturforscher[5] Christian Herbort, (Universität Basel) – (Universität Freiburg)[6]
- 1527–1531 Drucker[7] Lazarus Schürer
- 1531–1552 Vit Kopp aus Rottenburg
- 1553–1559 Kaspar Stiblin,[8] Verfasser des Commentariolus de Eudaemonensium Republica, Basel 1555[9]

## Schüler

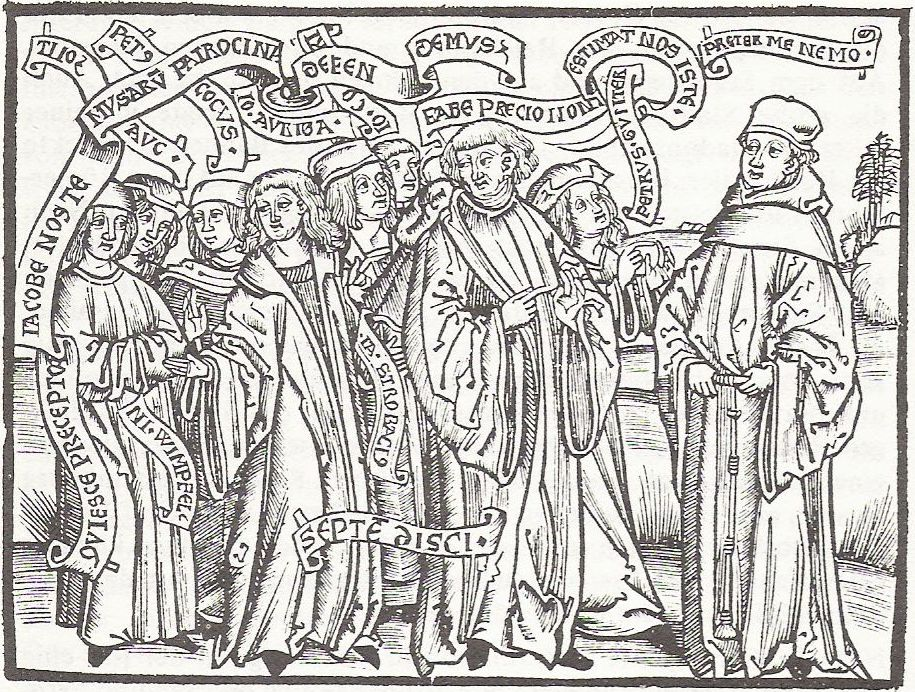
Jakob Wimpfeling und seine Schüler im Gespräch mit Thomas Murner

- Jakob Wimpfeling (1450–1528), Theologe, Historiker und Pädagoge
- Sebastian Murrho
- Martin Ergesheim
- Beatus Rhenanus (Schulbesuch: 1491–1503)[10]
- Martin Bucer (1491–1551), Theologe, „elsässischer Reformator“ und gebürtiger Schlettstädter
- Jakob Villinger von Schönenberg, Ratgeber und Generalschatzmeister von Kaiser Maximilian I.
- Johann Maius Spiegel, Sekretär von Kaiser Ferdinand I.
- Jakob Spiegel (1483–1547), Jurist, Kaiserlicher Geheimsekretär und Ratgeber von Kaiser Maximilian I., Karl V. und Ferdinand I.
- Beatus Arnoaldus, Experte an Reichstagen,[11] Ratgeber von Kaiser Maximilian I. und Karl V.
- Mathias Schürer, Drucker
- Matthias Mulich, Drucker
- Paul Volz, Theologe, Grammatiker
- Paul Phrygio, Theologe
- Johann Hugon (oder Jean Hugues), Theologe, Kaplan von Kaiser Maximilian I.[12]
- Johann (Hans) Witz (oder Sapidus), später Rektor der Lateinschule
- Jakob Taurellus (Jakob Öchsel, 1524–1579), Sekretär von Kaiser Ferdinand I., Maximilian II. und Rudolf II.
- Theobald Gart
- Thomas Platter der Ältere, humanistischer Gelehrter
- Johannes Huberus,
- Hieronymus Gemusäeus
- Wolfgang Musculus, Reformator
- Heinrich Kramer, genannt Institoris, Inquisitor, Hexenjäger und Verfasser des Hexenhammers